# Тауерси Копенхаген
Тауерси Копенхаген су клуб америчког фудбала из Копенхагена у Данској. Основани су 1990. године и своје утакмице играју на стадиону Гентофте спортспарк. Такмиче се тренутно у највишем рангу у Данској - Националиген, и Лига шампиона - Група Север.